# Williston (Tennessee)
Williston es una ciudad ubicada en el condado de Fayette en el estado estadounidense de Tennessee. En el Censo de 2010 tenía una población de 395 habitantes y una densidad poblacional de 94,26 personas por km².

## Geografía
Williston se encuentra ubicada en las coordenadas 35°9′30″N 89°22′32″O / 35.15833, -89.37556. Según la Oficina del Censo de los Estados Unidos, Williston tiene una superficie total de 4.19 km², de la cual 4.19 km² corresponden a tierra firme y (0%) 0 km² es agua.

## Demografía
Según el censo de 2010, había 395 personas residiendo en Williston. La densidad de población era de 94,26 hab./km². De los 395 habitantes, Williston estaba compuesto por el 63.29% blancos, el 34.94% eran afroamericanos, el 0.25% eran amerindios, el 1.01% eran asiáticos, el 0% eran isleños del Pacífico, el 0% eran de otras razas y el 0.51% pertenecían a dos o más razas. Del total de la población el 1.27% eran hispanos o latinos de cualquier raza.